# 小行星9866
小行星9866（英語：9866 Kanaimitsuo）是一颗围绕太阳公转的小行星。1991年10月15日，大友哲在藤枝市发现了此天体。
这颗小行星的绝对星等为207.0129837927085等。